# Groefsnavelani
De groefsnavelani (Crotophaga sulcirostris) is een vogel uit de familie van de Cuculidae (koekoeken).

## Verspreiding en leefgebied
Deze monotypische soort komt voor van Mexico tot Guyana en noordwestelijk Argentinië.

## Status
De grootte van de populatie is in 2019 geschat op 2 miljoen volwassen vogels. Op de Rode lijst van de IUCN heeft deze soort de status niet bedreigd.  